# Генетическое доказательство
Генетическое доказательство  (от греч. происхождение) – доказательство, в котором в целях доказательства суждений исследуется их генезис, а также условия, при которых эти суждения дошли до настоящего времени.
Никто из нас, ныне живущих не был участником Куликовской битвы русских с татарами, которая определила конец монгольского ига, но всем нам известно с совершенной достоверностью, что битва эта произошла 8 сентября 1380 года  на Куликовом поле, на реке Дон. Русскими войсками командовал внук Ивана Калиты, выдающийся полководец князь Дмитрий, прозванный Донским, а войска татар возглавлял хан Мамай. Достоверность данного рассуждения оправдывается путём доказательства по источнику происхождения наших суждений, а именно – с помощью сохранившихся официальных документов, записей очевидцев, литературных памятников и т. д.
Истинность (или ложность) тезиса в генетических  доказательствах определяется с помощью исследования: условий возникновения тезиса и условий его передачи от одних лиц к другим. Структура генетического доказательства выглядит следующим образом:
Сначала устанавливается, что первоначально возникшее суждение в силу самих условий его возникновения не могло быть ошибочным;
затем показывается, что первоначальное суждение не могло исказиться при передаче от одного лица другому;
далее делается вывод: поскольку первоначальное суждение правильно, а при передаче оно не исказилось, следовательно, проверяемый тезис совпадает с  первоначально сообщённым суждением.